# Porosana uruca
Porosana uruca là một loài bướm đêm trong họ Noctuidae.